# Szupercella 2. – Hades
A Szupercella 2. – Hades (eredeti cím: Escape Plan 2: Hades) 2018-ban bemutatott amerikai-kínai börtönös akciófilm Steven C. Miller rendezésében, a 2013-as Szupercella című film folytatása. A főszerepeket Sylvester Stallone, Dave Bautista, 50 Cent, Huang Xiaoming, Jaime King, Jesse Metcalfe és Wes Chatham alakítják. 
Az Amerikai Egyesült Államokban 2018. június 29-én mutatta be a Summit Entertainment, míg Magyarországon egy nappal hamarabb, június 28-án szinkronizálva a Big Bang Media.
Elkészítették a filmsorozat harmadik részét is Szupercella 3. – Az ördögverem címmel.

## Cselekmény
A film nyitójelenetében két nő és két férfi látható a börtön falain belül. Három személy, Shu Ren (Xiaoming Huang), Luke (Jesse Metcalfe) és Kimbral (Wes Chatham) beszivárog a börtönbe, hogy kiszabadítsák a túszokat a terrorista csoporttól, miközben Kimbral a számítógépes technológia segítségével felrobbantja a helyet, de mivel 40 másodperccel eltért az eredeti tervtől, az egyik túsz életét veszti. Kimbralt elbocsájtja a cégtől Ray Breslin (Sylvester Stallone), mivel a küldetés során az összetartás helyett inkább a technológiával foglalkozott.
Egy évvel később Shu találkozik az unokatestvérével, Yushenggel (Chen Tang), aki a Ruscho-nak (egy genfi székhelyű óriási technikai cég) védelmet nyújtó, műhold-technológiával foglalkozik, ám a cég már háromszor próbálta őt megvenni. Bangkokban (Thaiföld), Yushenget maszkos férfiak próbálják elrabolni, de Shu a harci képességével védekezik ellenük, majd eszméletlenné teszik őket elektromos fegyverekkel.
Shu börtönben találja magát, harcolnia kell egy másik rabbal, Akalával (Tyron Woodley), aki ellen megnyeri a küzdelmet, így két órát eltölthet az oázisban, míg Luke, Hush (Curtis "50 Cent" Jackson) és Breslin próbálják megtalálni őt a külvilágban. Az oázis után visszatér a cellájába, ahol meglátja Kimbralt besétálni az ő saját cellájába. Shu próbálja felhasználni a Breslintől tanult tudását, hogy valahogy kijusson a börtönből. Shu megismerkedik a "Gondozó" becenévre hallgató Gregor Fausttal (Titus Welliver), aki az egész börtönt állatkertnek hívja. A gondozó tájékoztatja Shut, hogy az unokatestvére felhagyott az első szabadalmi technológiájával, valamint az összes specifikációval kapcsolatos részletével, most már a második szabadalmát akarja, amelyet Yusheng nem akar kiadni. A gondozó felkéri Shut, hogy segítsen neki a második szabadalom megszerzésében. Amikor Shu megkérdezi unokatestvérét ezekről a szabadalmakról, Yusheng feltárja, hogy az első szabadalma nem más, mint a második szabadalma, ami nagyon veszélyessé válhat, ha rossz kezekbe kerül; valaki bármelyik rendszerét a második szabadalmaztatott technológiájával vezérelheti, bármely védelmi rendszer leállítható, bármely nukleáris fegyver indítható, rossz kezek alatt.
Kimbral találkozik Shuval és Yushenggel, majd közli velük, hogy a Galileo technológiával épült H.A.D.E.S. (High Asset DEtention Service) börtönben vannak, és már hónapok óta ott tartózkodik. Breslin rájön, hogy Shu és Yusheng a HADES-ban vannak, ami fejlettebb és törhetetlenebb lett, miután elpusztították a "SÍRKŐ"-t az első filmben. Amíg Breslin segítséget szerez, Luke-ot is elkapják, és elviszik a HADES-ba.
Shu megkísérli átlátni a börtön rendszerét, és úgy véli, hogy már közel van hozzá. A férfi némi információt megtud a börtön szakácsától és rájön, hogy éjjelente a börtön elmozdul a nyugalmi állapotából, hogy a börtön még biztonságosabbá váljék. Ezt követően Kimbral tájékoztatja őket, hogy 3 neonáci fogvatartott (a légiók) segíthetnek neki, mivel egyikőjük ismeri a börtön rendszerét. Rá kell jönnie, hogy hármójuk közül kit hívnak Zérónak. Shu barátkozni kezd velük, és rájön Zéróra, akitől kikérdezi a rendszert. Másnap Shu, Luke és Kimbral a vezérlőszoba székeihez kötözve ébrednek, és figyelik a monitorokat, ahogyan a börtönőrök őrizetbe veszik Zérót. Ekkor Kimbral feltárja, hogy ő vezeti az egész állatkertet.

## Szereplők
| Szerep                    | Színész                  | Magyar hang         |
| ------------------------- | ------------------------ | ------------------- |
| Ray Breslin / 9051-es rab | Sylvester Stallone       | Gáti Oszkár         |
| Shu Ren / 1764-es rab     | Huang Xiaoming           | Dévai Balázs        |
| Yusheng Ma / 1765-ös rab  | Chen Tang                | Varju Kálmán        |
| Luke Walken / 1924-es rab | Jesse Metcalfe           | Fehér Tibor         |
| Jaspar Kimbral            | Wes Chatham              | Makranczi Zalán     |
| Trent DeRosa              | Dave Bautista            | Ifj. Jászai László  |
| Hush                      | Curtis ’50 Cent’ Jackson | Barabás Kiss Zoltán |
| Abigail Ross              | Jaime King               | Bozó Andrea         |
| Gregor Faust / Gondozó    | Titus Welliver           | Hirtling István     |
| Bug                       | Pete Wentz               | Dankó István        |
| Akala                     | Tyron Woodley            | Gémes Antos         |
| Moe                       | Tyler Jon Olson          | Vajda Milán         |
| Leon Grassi               | Gordon Michaels          | Jakab Csaba         |

## A film készítése
A lehetséges folytatást 2016 októberében jelentették be, amelyben Sylvester Stallone visszatér a szerepébe. 2017 februárjában bejelentették, hogy Steven C. Miller fogja rendezni a második filmet, és hogy Arnold Schwarzeneggernek lehetősége volt az első után visszatérni a második részbe, de egyéb okok miatt kimarad belőle. A film társfinanszírozója a Leomus Pictures kínai filmgyártó lett. 2017 márciusában Jesse Metcalfe, Pete Wentz és Wes Chatham mellett Dave Bautista, Jaime King valamint 50 Cent is aláírtak a filmre.
A film forgatása 2017. március 22-én kezdődött Atlantában és Grúziában. Stallone megosztott egy videót a filmsorozatból, és felfedte a címét: Escape Plan 2: Hades, valamint bejelentette, hogy el fogják készíteni a harmadik részt is. Áprilisban Tyron Woodley harcművész már leigazolt a filmre.

## Folytatás
2017 áprilisában bejelentették a film folytatását, amelyre Stallone aláírt a visszatérő Ray Breslin szerepére. Dave Bautista szintén aláírt a közelgő harmadik részre. A forgatást 2017 szeptemberében kezdték el.